# Dasydytes (Dasydytes) zelinkai
Dasydytes (Dasydytes) zelinkai is een buikharige uit de familie Dasydytidae. Het dier komt uit het geslacht Dasydytes. Dasydytes (Dasydytes) zelinkai werd in 1901 voor het eerst wetenschappelijk beschreven door Lauterborn. 